# Tomoxia undulata
Tomoxia undulata es una especie de coleóptero de la familia Mordellidae. Descrita por Frederick Valentine Melsheimer en 1846.

## Distribución geográfica
Habita en Estados Unidos.